# Drie fantastische dansen
Drie fantastische dansen, opus 5 is een van de eerste composities van de Russische componist Dmitri Sjostakovitsj. Hij schreef het werk in 1922 toen hij 16 jaar oud was.
De drie dansen:
1. Mars in C majeur - Allegretto -
2. Wals in C majeur - Andantino -
3. Polka in C majeur - Allegretto -

Het stuk is opgedragen aan een medestudent (J.Z. Schwartz) van Sjostakovitsj die ook pianoles volgde aan het Conservatorium van Moskou. De première van het stuk vond plaats op 20 maart 1925 in het Conservatorium van Moskou.
Hoewel het stuk oorspronkelijk voor piano is geschreven, werd het stuk ook vaak op andere instrumenten gespeeld. een bekende uitvoering is die van Jascha Heifetz voor viool.
De Drie fantastische dansen zijn oorspronkelijk onder het opusnummer 1 uitgebracht.